# Stadion ha-Mošava
Stadion ha-Mošava (hebrejsky אצטדיון המושבה) je fotbalový stadion v izraelském městě Petach Tikva. Je domovem klubů Hapoel Petach Tikva a Makabi Petach Tikva. Pojme 11 500−12 000 diváků. Otevřen byl 6. prosince 2011.

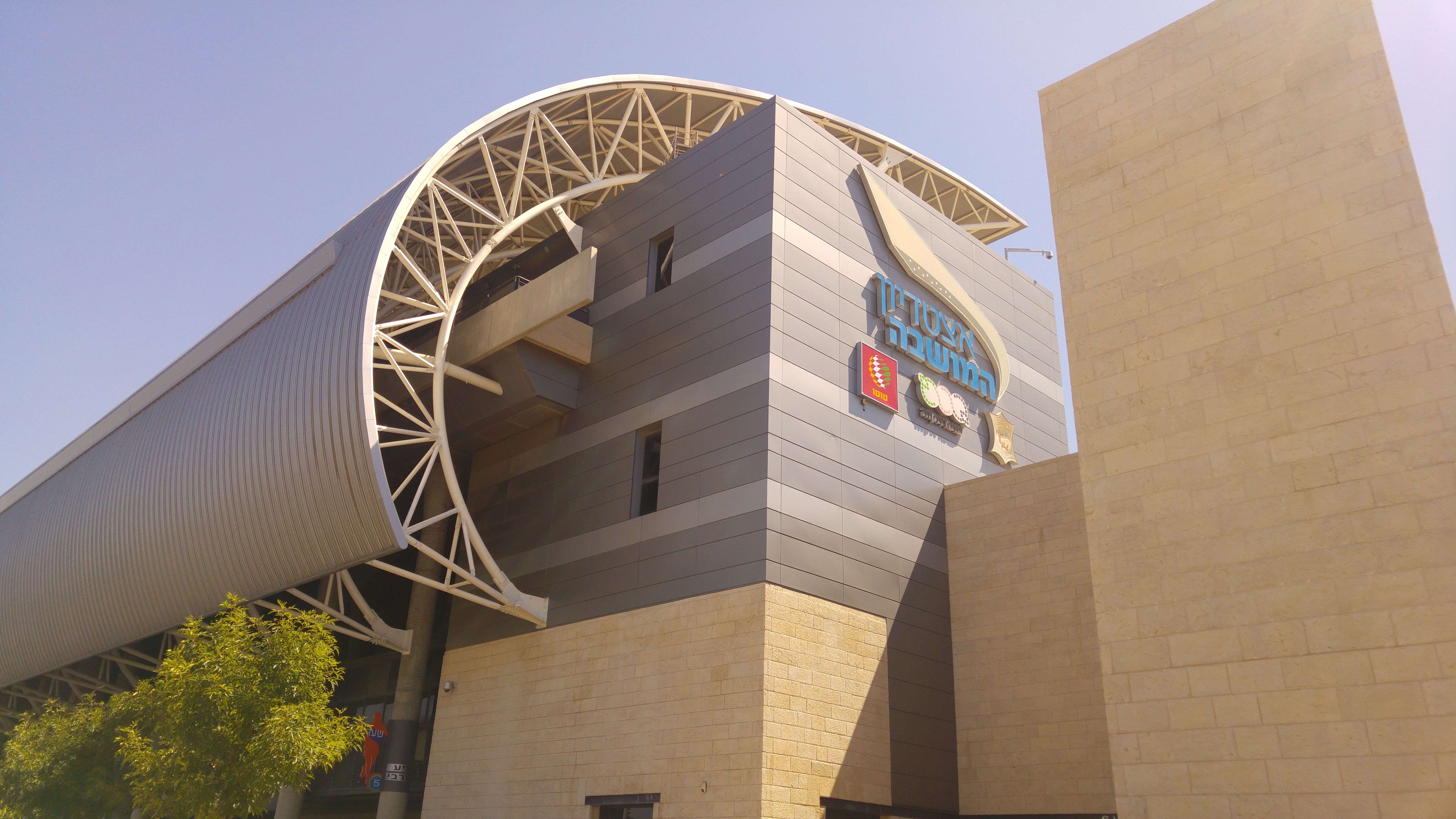
Stadion ha-Mošava, 2016
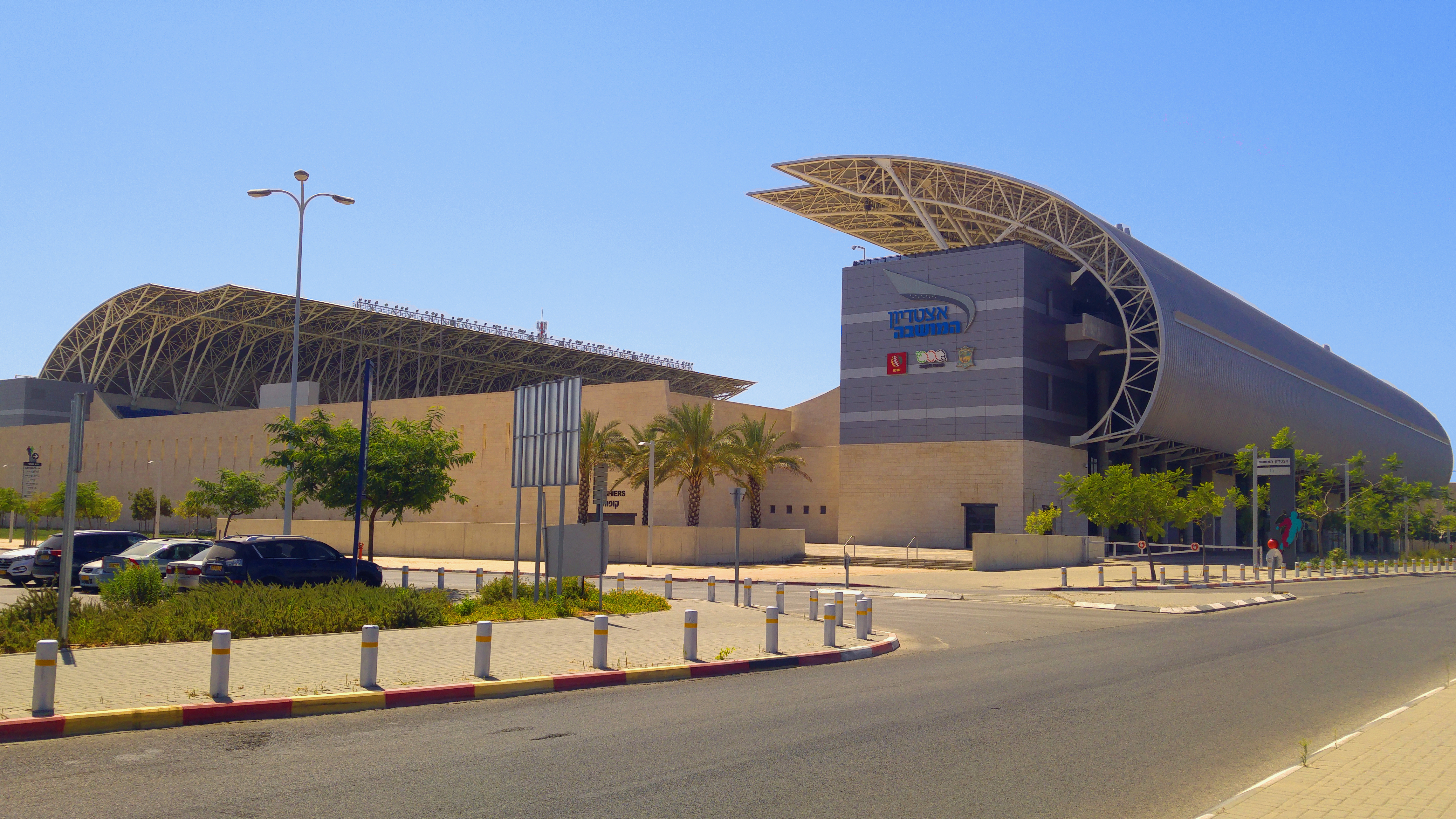
Stadion ha-Mošava, 2016
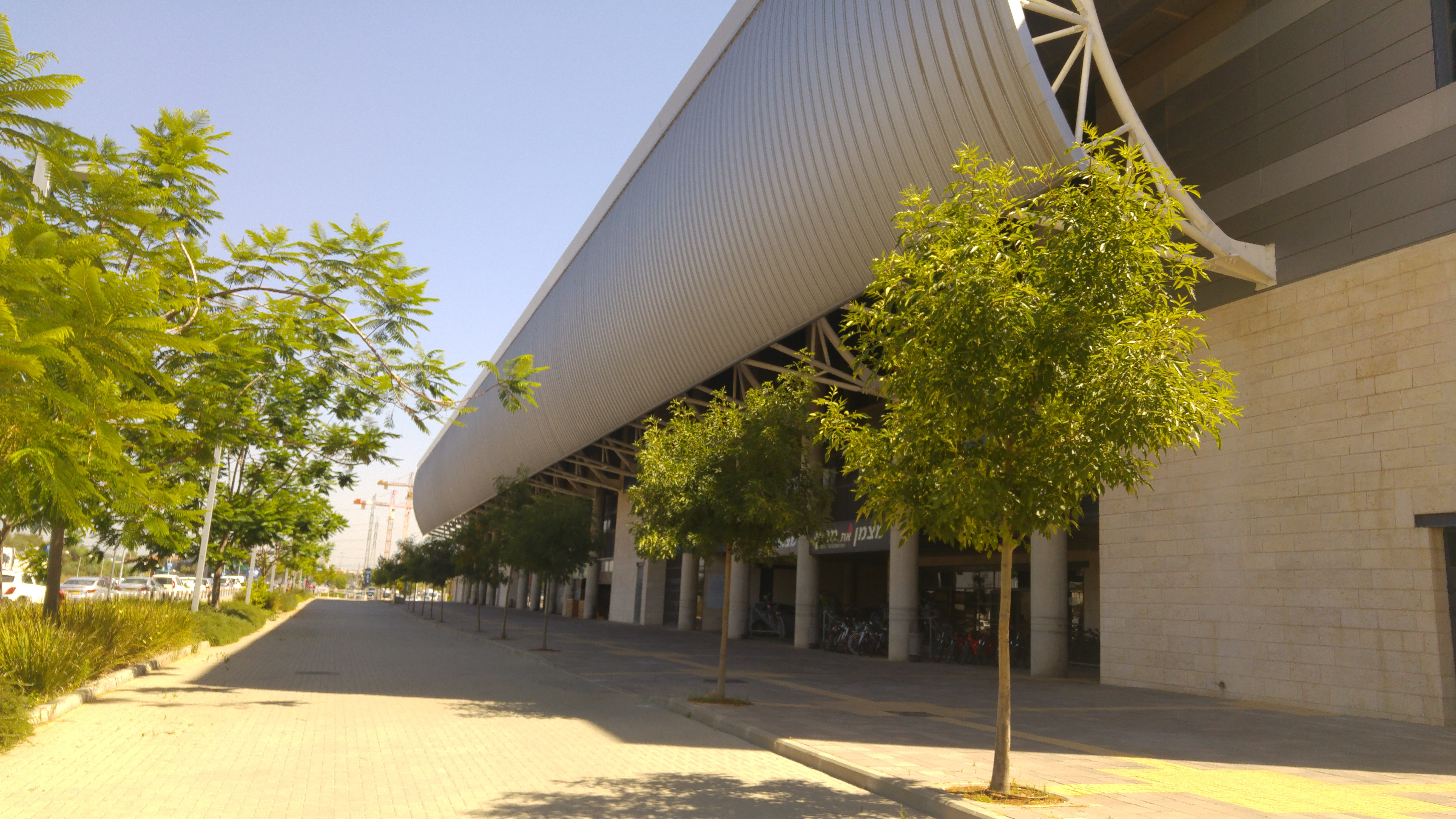
Stadion ha-Mošava, 2016
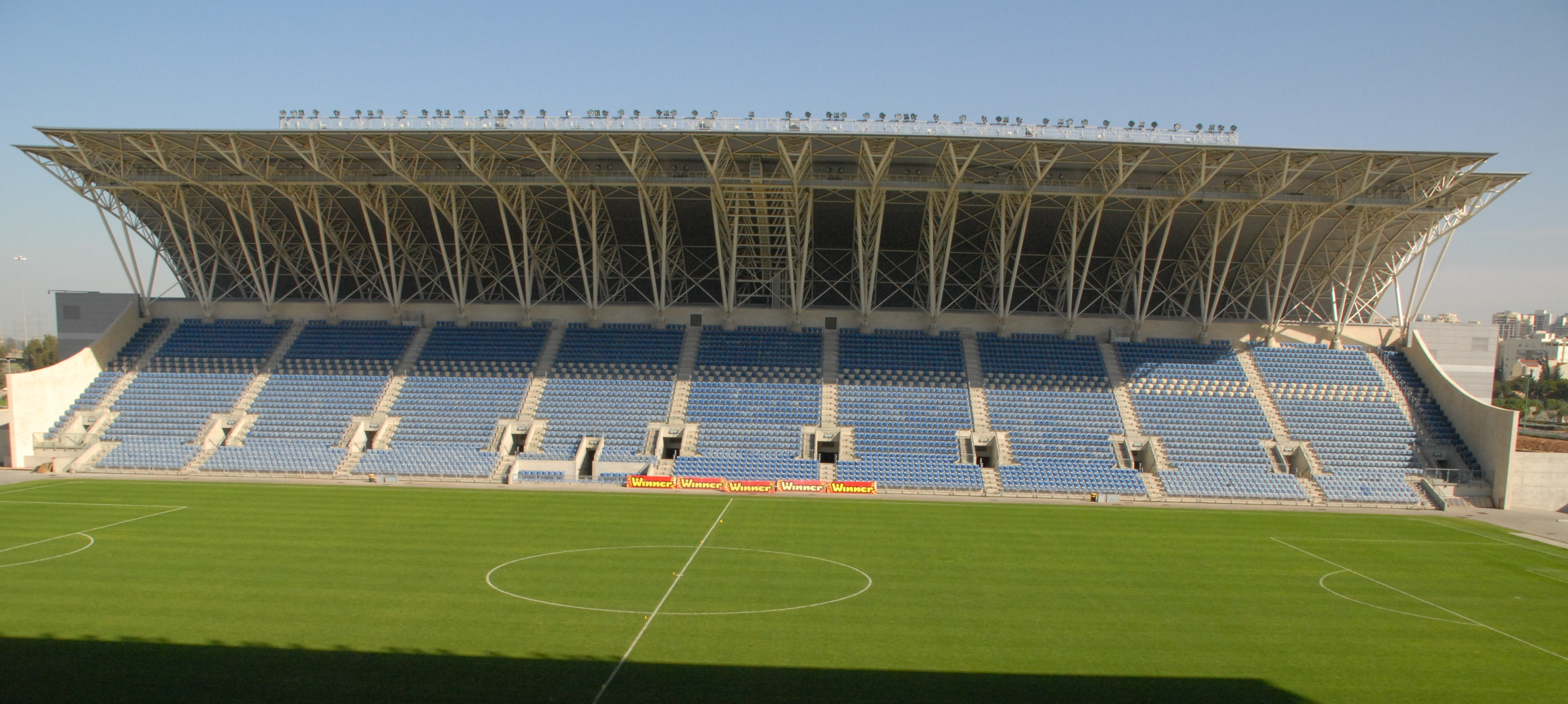
Stadion ha-Mošava, 2012

## Mistrovství Evropy U21
V roce 2013 stadion hostil několik zápasů Mistrovství Evropy hráčů do 21 let poté, co bylo pořadatelství přiřknuto Izraeli. Byly to následující:
| 6. června 2013 21:30            |        |                            |                                                                    |
| Nizozemsko                      | 3 : 2  | Německo                    | Základní skupina B diváci: 7 664 rozhodčí: Ivan Bebek (Chorvatsko) |
| Maher 24' Wijnaldum 38' Fer 90' | Report | Rudy 47' (pen.) Holtby 81' | Základní skupina B diváci: 7 664 rozhodčí: Ivan Bebek (Chorvatsko) |

| 8. června 2013 19:00 |        |                                      |                                                      |
| Anglie               | 1 : 3  | Norsko                               | Základní skupina A rozhodčí: Serhij Bojko (Ukrajina) |
| Dawson 57' (pen.)    | Report | Semb Berge 15' Berget 34' Eikrem 52' | Základní skupina A rozhodčí: Serhij Bojko (Ukrajina) |

| 12. června 2013 19:00             |        |            |                                                                       |
| Španělsko                         | 3 : 0  | Nizozemsko | Základní skupina B diváci: 10 025 rozhodčí: Ovidiu Haţegan (Rumunsko) |
| Morata 26' Isco 32' Vázquez 90+1' | Report |            | Základní skupina B diváci: 10 025 rozhodčí: Ovidiu Haţegan (Rumunsko) |

| 15. června 2013 21:30 |        |            |                                                               |
| Itálie                | 1 : 0  | Nizozemsko | Semifinále diváci: 10 123 rozhodčí: Ovidiu Haţegan (Rumunsko) |
| Borini 78'            | Report |            | Semifinále diváci: 10 123 rozhodčí: Ovidiu Haţegan (Rumunsko) |